# Coordinadora Nacional Guerrillera
Coordinadora Nacional Guerrillera (CNG) fue un grupo que pretendía unir a las guerrillas en Colombia en sus acciones políticas y militares. Fue creada en 1984 y fue conformada por el Movimiento 19 de abril (M-19), el Ejército Popular de Liberación (EPL), el Partido Revolucionario de los Trabajadores (PRT), el Movimiento Armado Quintín Lame (MAQL), el Movimiento de Integración Revolucionario Patria Libre (MIR-PL), el Ejército de Liberación Nacional (ELN) y el Comando Ricardo Franco (CRF).

## Historia
Se creó en 1984, con el fin de coordinar acciones entre los grupos guerrilleros (a excepción de las FARC-EP) con la alianza política y militar entre el M-19 y el EPL que habían firmado los acuerdos de Corinto, Hobo y Medellín con el Gobierno Nacional. Su creación oficial fue el 25 de mayo de 1985. A finales de 1985 y tras la masacre de Tacueyó, el  Comando Ricardo Franco (CRF) fue expulsado de la organización. En 1986, el M-19 y el  Movimiento Armado Quintín Lame (MAQL) junto al movimiento Alfaro Vive ¡Carajo! de Ecuador y el Movimiento Revolucionario Tupac Amaru, de Perú, conformaron el Batallón América en el Occidente del país. Además, el ELN, junto al Partido Revolucionario de los Trabajadores (PRT) y el  Movimiento de Integración Revolucionario Patria Libre (MIR-PL), participó de la trilateral guerrillera que se denominaba Unión Camilista - Ejército de Liberación Nacional (UC-ELN). En 1987, con la reunión de representantes del M-19 y Alfonso Cano de las FARC-EP en el Sumapaz, se creó la Coordinadora Guerrillera Simón Bolívar.

## Miembros

Movimiento 19 de Abril (1974-1990)
Ejército de Liberación Nacional (1964-presente)
Ejército Popular de Liberación (1967-1991)
Movimiento Armado Quintín Lame (1984-1991)
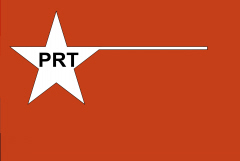
Partido Revolucionario de los Trabajadores (1982-1991)